# Lipinia auriculata
Espèce
Synonymes
- Siaphos auriculatus Taylor, 1917
- Siaphos kempi Taylor, 1919
- Siaphos herrei Taylor, 1922

Statut de conservation UICN

 LC  : Préoccupation mineure
Lipinia auriculata est une espèce de sauriens de la famille des Scincidae.

## Répartition
Cette espèce est endémique des Philippines. Elle se rencontre sur les îles de Negros, de Masbate, de Mindoro, de Tablas, de Polillo, de Bohol et du Nord-Est de Mindanao.

## Liste des sous-espèces
Selon The Reptile Database (11 octobre 2012) :
- Lipinia auriculata auriculata (Taylor, 1917)
- Lipinia auriculata herrei (Taylor, 1922)
- Lipinia auriculata kempi (Taylor, 1919)

## Publications originales
- Taylor, 1917 : Snakes and lizards known from Negros, with descriptions of new species and subspecies. Philippine Journal of Science, vol. 12, p. 353-381 (texte intégral).
- Taylor, 1919 : New or rare Philippine reptiles. Philippine Journal of Science, vol. 14, p. 105-125 (texte intégral).
- Taylor, 1922 : Additions to the herpetological fauna of the Philippine Islands, I. Philippine Journal of Science, vol. 21, p. 161-206 (texte intégral).